# 24 Hour Revenge Therapy
24 Hour Revenge Therapy è il terzo album della punk band statunitense Jawbreaker, uscito nel 1994. I Jawbreaker che l'anno precedente avevano aperto dei concerti dei Nirvana, avevano attirato l'attenzione di alcune case discografiche fra cui la Tupelo, vengono prodotti da Steve Albini, produttore di In Utero.

## Tracce
Testi e musiche di Blake Schwarzenbach.
1. The Boat Dreams from the Hill – 2:39
2. Indictment – 2:49
3. Boxcar – 1:54
4. Outpatient – 3:41
5. Ashtray Monument – 3:04
6. Condition Oakland – 5:17
7. Ache – 4:14
8. Do You Still Hate Me? – 2:52
9. West Bay Invitational – 3:58
10. Jinx Removing – 3:13
11. In Sadding Around – 3:54

## Formazione
- Blacke Schwarzenbach - chitarra, voce
- Chris Bauermeister - basso
- Adam Pfahler - batteria